# New Rockford
New Rockford é uma cidade localizada no estado norte-americano de Dacota do Norte, no Condado de Eddy.

## Demografia
Segundo o censo norte-americano de 2000, a sua população era de 1463 habitantes.
Em 2006, foi estimada uma população de 1309, um decréscimo de 154 (-10.5%).

## Geografia
De acordo com o United States Census Bureau tem uma área de
4,0 km², dos quais 3,9 km² cobertos por terra e 0,1 km² cobertos por água. New Rockford localiza-se a aproximadamente 467 m acima do nível do mar.

## Localidades na vizinhança
O diagrama seguinte representa as localidades num raio de 32 km ao redor de New Rockford.